# Pierre Clavier
Pour les articles homonymes, voir Clavier.
Pierre Clavier est un homme politique français né le 3 juin 1748 à Nantes et mort le 5 juillet 1812 à Nantes.

## Biographie
Homme de loi à Nantes, il est élu député de la Loire-Inférieure au Conseil des Anciens le 26 germinal an VI, puis au Corps législatif.
Il est nommé successivement commissaire du gouvernement près le tribunal criminel de la Loire-Inférieure le 12 floréal an VIII, directeur des droits réunis à Angers le 5 germinal an XII et procureur général impérial à la cour d'Angers le 28 floréal.

## Pour approfondir